# Tamba gensanalis
Tamba gensanalis är en fjärilsart som beskrevs av John Henry Leech 1889. Tamba gensanalis ingår i släktet Tamba och familjen nattflyn. Inga underarter finns listade i Catalogue of Life.